# Alexander Mills
Alexander Mills  es una pequeña área no incorporada ubicada del condado de Rutherford  en el estado estadounidense de Carolina del Norte. 